# بوينغ 717
بوينغ 717 هي طائرة من إنتاج شركة بوينغ الأمريكية, لها محركان نفاثان اثنان مثبتان في الجزء الخلفي من جسم الطائرة وفيها ممر واحد صنعتها شركة ماكدونل دوغلاس على أساس أم دي 95، و هي الإصدار الثالث من طائرات دي سي-9 لتنقل أكثر من 100 مسافر على الأقل، وبمدى طيران يصل إلى 2060 ميل بحري (3820 كم).
سجل أول طلب لهذه الطائرة في أكتوبر 1995 ودخلت الخدمة في شركات الطيران عام 1999 لكن إنتاجها توقف في مايو 2006 بعد أن بيعت 156 طائرة.
بعد دمج شركتي بوينغ وماكدونال دوغلاس في أغسطس من عام 1997 توقع المراقبون أن بوينغ ستلغي تطويرها لطائرة إم دي-95, حيث أنها ستبدأ إنتاجها للبوينغ 717, لكن سوق البوينغ 717 كان ضعيفاً, حيث بيعت 50 طائرة فقط خارج الولايات المتحدة الأمريكية, بينما بيع الباقي في الشركات المحلية للبلد المصنعة, ففي سبتمبر 1999 بيعت أول طائرة بوينغ 717 لطيران تران الأمريكي ودخلت خدمتها في الشهر الذي يليه.
تُعتبر الصيانة السنوية الدورية للبوينغ 717 غير مكلفة بالمقارنة مع باقي الطائرات، فعلى سبيل المثال تحتاج الدي سي 9 بعد كل 6000 ساعة طيران إلى 21 يوم صيانة، بينما تحتاج البوينغ 717 إلى 3 أيام فقط.

## التصميم

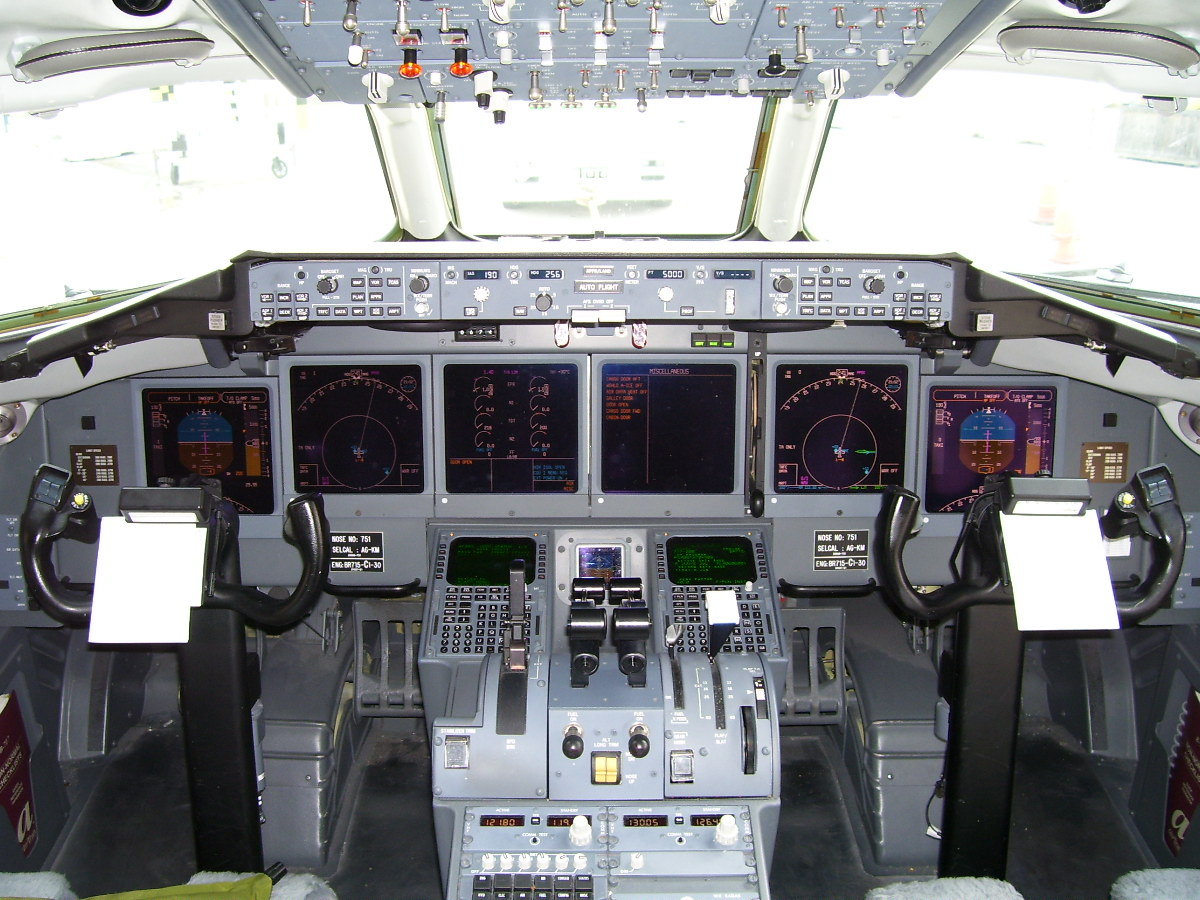
قمرة القيادة في البوينغ 717

مخطط الطائرة

صُممت قمرة القيادة في البوينغ 717 ليقودها طيارين اثنين وهي مزودة بنظام أجهزة إلكتروني مزدوج لكلا الطيارين ونظام مركزي للتنبيه ونظام تحديد المواقع العالمي وكذلك لها المقدرة على الهبوط الآلي خلال الأحوال الجوية السيئة، وفيها نظام للتنبوء بالأحوال الجوية القادمة.
تتشارك البوينغ 717 مع الدي سي-9 في طيرانها التشبيهي حيث أن التدريب عليها يحتاج إلى 11 يوماً.
تخضع محركاتها لنظام محرك إلكتروني (سيطرة رقمية) طورته شركة بي إيه إي سيستمز البريطانية بحيث أنها توفر إمكانية تحكم أفضل من سابقاتها.
تغييراً عن نظامها المعتاد، فقد قررت ماكدونال دوغلاس إلغاء مدخل الركاب الخلفي في الطائرة بهدف توفير خزان أكبر للوقود.

## بوينغ 717 في السوق
أدخلت خطوط كانتاس الأسترالية 14 طائرة بوينغ 717 إلى أسطوالها، وكذلك يُشغلها كل من طيران ميد وست وطيران هاواي وخطوط بانكوك التي تُعتبر الناقل الإقليمي للطيران في تايلاند.
لكن استخدامها لم يقتصر على شركات الطيران المحلية فحسب، بل تعدى ذلك إلى شركات الطيران الكبرى مثل خطوط لوفتهانزا وخطوط نورث ويست الجوية التي تشغل عدداً كبيراً من طائرات دي سي-9 في أسطولها.

## المنافسون

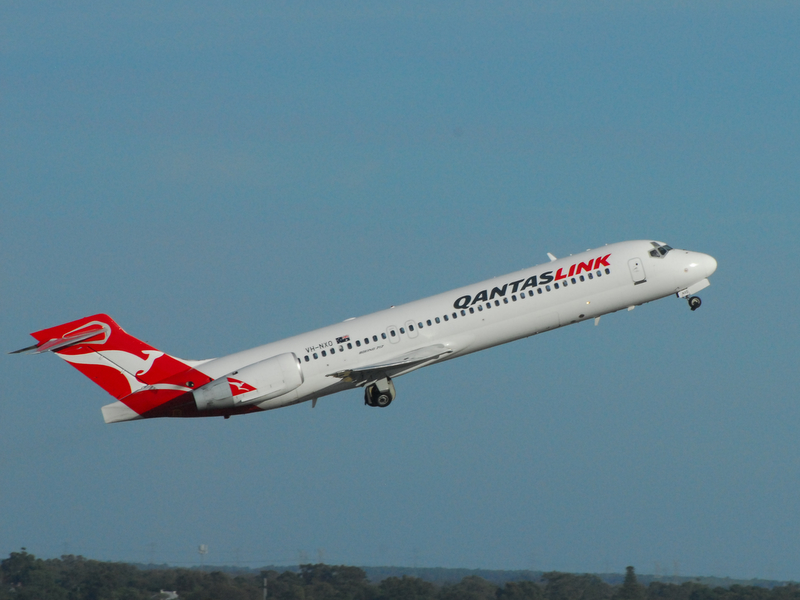
بوينغ 717 أثناء الإقلاع

درست بوينغ فكرة امتداد الـ717 وتصنيع البوينغ 717-300, لكن الفكرة لم تنفذ خوفاً من أن هذا الامتداد سوف يقلل من الطلب على الطراز بوينغ 737-700, فواضبت في إنتاجها حيث أنها وجدت فكرة الطائرات ذات سعة 100 راكب مثل بوينغ 717 وبوينغ 737-600 مربحة أكثر من غيرها، فكانت البوينغ 737-600 تُستخدم للمدى الطويل والبوينغ 717 للمدى القصير.
لاحظت شركات صناعة الطائرات نجاح فكرة الطائرات ذوات 100 راكب، فصنعت شركة إيرباص الأوروبية طائرتها إيرباص إيه 318 وصنعت شركة إمبراير البرازيلية طائراتها إمبراير 190 و 195 وكذلك طائرة صنعت فوكر طائرتها الفوكر-100.
في عام 2001 بدأت بوينغ بتنفيذ خطة لتقليص إنتاجها للبوينغ 717 و737 بشكل كبير خصوصاً بعد أحداث 11 سبتمبر 2001. وعلى الرغم من ركود سوق الطلب، فقد استمرت بوينغ بإنتاج طائرتها البوينغ 717 المثالية لسوق ال100 راكب. فعلى مستوى العالم، باعت بوينغ 19 طائرة بوينغ عام 2000, و 6 طائرات عام 2001, وتلقت 32 طلب شراء عام 2002.

## ايقاف التصنيع

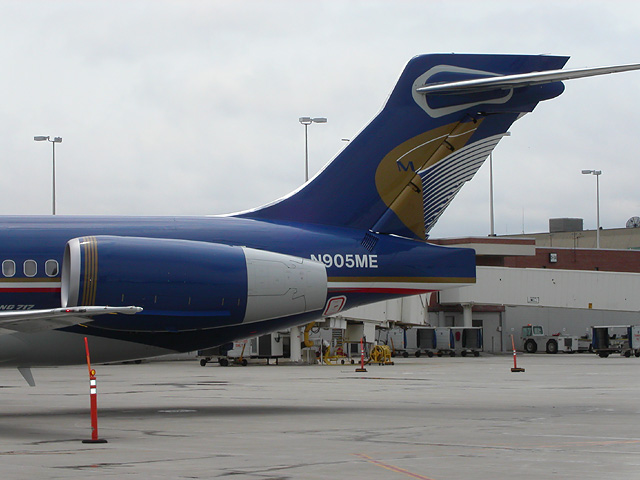
ذيل طائرة البوينغ 717 تابعة لخطوط ميد ويست

شكّل ركود سوق الطلب ودخول شركات منافسة مثل إيرباص وإمبراير وبومباردييه عبئاً ثقيلاً على مبيعات بوينغ، فكانت ضربتها القاضية بالإضافة إلى أحداث 11 سبتمبر ودخول الشركات المنافسة، هي فقدان بوينغ لعقد ب2.7 مليار دولار أمريكي من طيران كندا التي فضّلت بدورها شراء طائرات من شركات إمبراير وبومباردييه بدلاً من طائرات البوينغ.
في يناير 2006 قررت شركة بوينغ تقليص خسائرها وذلك بإعلانها إيقاف إنتاجها بالكامل للبوينغ 717 بعد تسليم طلبات الشراء المعلّقة.
من الصعوبات التي واجتها شركات الطيران التجارية مع طائرة بوينغ 717 هي أنها لا تنتمي لعائلة أو حتى أن قيادتها لا تشبه قيادة أي طائرة أخرى. فعلى سبيل المثال، يكفي للطيار على الطائرات إيرباص إيه 318, إيه 319, إيه 320, وإيه 321 تدريب واحد فقط ليتمكن من قيادة أي منهم وبرخصة واحدة، بينما تحتاج البوينغ 717 لتدريب واحد مستقل، ومع أنه أوفر بنسبة 10% من تدريب الإيرباص إيه 318, إلّا أن شركات الطيران تعتبر أن تدريبها مكلف بالمقارنة مع النتيجة. فأدى ظهور عائلة إيرباص إيه 320 وعائلة بوينغ 737-600، 737-700، 737-800، و 737-900 وعائلة إمبراير 90 و 95 إلى المساهمة في إيقاف شركات الطيران عن استخدام البوينغ 717.
في أبريل 2006 بيعت الطائرة رقم 156 والتي كانت آخر طائرة بوينغ 717 ينتجها المصنع لخطوط تران الجوية والتي كانت أول زبون للبوينغ 717 وآخر زبون.

## طرازات شبيهة
- إم دي-95-30: الطائرة الأساسية (100 مقعد).
- إم دي-95-30 إي آر: شبيهة بسابقتها لكن بمدى أطول وخزان وقود أكبر.
- إم دي-95-50: أكبر بقليل من سابقاتها بعدد ركاب ثابت (122 مقعد).

## المشغلون

### المشغلون الحاليون

رسم يمثل ترتيب مقاعد طائرة بوينغ 717 حسب نظام طيران تران

في يوليو 2010 تم إحصاء 147 طائرة بوينغ 717-200 داخلة في خدمة شركات الطيران
 أستراليا
- كوبهام للطيران (11) طائرة

 إسبانيا
- إسبانيا للطيران (4) طائرات

 السويد
- الخطوط الجوية الإسكندنافية (5) طائرات

 تركمانستان
- تركمانستان للطيران (7) طائرات

 الولايات المتحدة
- خطوط تران الجوية (86) طائرة
- خطوط هاواي الجوية (15) طائرة

### المشغلون السابقون
أستراليا
- طيران إمبلوز (7) طائرات أُعطيت فيما بعد لكانتاس
- طيران جيت ستار (14) طائرة
- كوبهام للطيران

 اليونان
- خطوط أولمبيك الجوية (3) طائرات

 المكسيك
- مكسيكانا كليك (19) طائرة

 تايلاند
- طيران بانكوك

 الولايات المتحدة
- خطوط عبر العالم الجوية (50 طلبية شراء تم تسليم 30 منها، منحا فيما بعد للخطوط الجوية الأمريكية)
- الخطوط الجوية الأمريكية (28) طائرة
- ميد ويست للطيران (25) طائرة [10]

## حوادث
لغاية مارس 2009, سجلت بوينغ 717 خمسة حوادث ليس فيها أي خسائر في الأرواح وتشمل تصادم على الأرض، هبوط عنيف، ومحاولة اختطاف.

## المبيعات

### طلبات الشراء
| 2004 | 2003 | 2002 | 2001 | 2000 | 1999 | 1998 | 1997 | 1996 | 1995 |
| ---- | ---- | ---- | ---- | ---- | ---- | ---- | ---- | ---- | ---- |
| 8    | 8    | 32   | 3    | 21   | 0    | 50   | 0    | 0    | 50   |

### التسليم
| 2006 | 2005 | 2004 | 2003 | 2002 | 2001 | 2000 | 1999 | 1998 | 1997 |
| ---- | ---- | ---- | ---- | ---- | ---- | ---- | ---- | ---- | ---- |
| 5    | 13   | 12   | 12   | 20   | 49   | 32   | 12   | 0    | 0    |